# Balıkesir (prowincja)
Prowincja Balikesir (tur. Balikesir ili) – jednostka administracyjna w zachodniej Turcji, posiadająca dostęp do wybrzeża Morza Marmara i Morza Egejskiego. Obejmuje obszar m.in. starożytnych krain Eolii i Myzji. 

## Dystrykty
Prowincja Balikesir dzieli się na 19 dystryktów:
| - Ayvalık - Balıkesir - Balya - Bandırma - Bigadiç - Burhaniye - Dursunbey - Edremit - Erdek - Gömeç | - Gönen - Havran - İvrindi - Kepsut - Manyas - Marmara - Savaştepe - Sındırgı - Susurluk |